# 社会福祉学
社会福祉学（しゃかいふくしがく、Social Welfare）は、乳幼児、児童、少年、障害者、女性、高齢者、経済的困窮者などに代表される社会的弱者（制度的弱者とも言う）の福祉の増進と権利の擁護、及びそのための援助の方法、技術、また行政政策、福祉を考えた社会的な基盤と構造を考える学問。

## 概要
福祉とは暮らしのあり方であり、生きるために欠かせない基礎的な生活要求、人として生きるための社会的な要求、健康かつ文化的に生きたいという文化的要求から成る。ノーマライゼーションやインテグレーションを一つの原則とする。なお、社会福祉学上で言う「インテグレーション」とは、単に統合教育の事を指すのではなく、それに限られぬより大きな社会制度・社会構造上の、子供を含む一般社会成員と社会制度的弱者との生活の合一・統合のことを指す。
政策レベルと対人援助にかかわるレベルと大きく分けて2種類に分かれ、対象者別の児童・家庭福祉論、高齢者福祉論、障害者福祉論や、社会福祉援助技術論など固有の領域のほか、社会福祉に関係する経済学・経営学・医学・心理学なども研究対象である。

### 総合的俯瞰
社会学や法学・経済学、心理学や看護学から分化した学問と考えてよいが、かつては「福祉は制度であり、それ以上でもそれ以下でもない」という考え方があり、また対象分野の広範な広がりと名称先行の成立のため社会福祉学という考え方に難色を示す意見もあった。
上記のような経緯から、社会福祉学においては社会科学はもとより、人文科学や自然科学からのアプローチが可能な学際的領域の学問であり、言い換えれば広義の応用科学であると考えられる。同じ様なスタンスの学問に教育学がある。

### 歴史
社会福祉学の重たる源流は欧米域における慈善組織協会（COS）の友愛訪問活動に見られ、その活動の蓄積から心理学の手法を応用して効果的な運用を目指したことが、始まりとされている。

### 日本の社会福祉学
日本においてもCOSの理論が入る以前より四天王寺四箇院をはじめとして、個々の社会福祉事業は存在した。しかし明治時代までは、それらの成果はあくまでも個々の事業者のものとして扱われ、それらを学問的に体系づけて集積・分類し、学問として共有および次世代へと受け継がせていく形の試みは長らく成されていなかった。
日本において、初めて高等教育の機関が学問として社会事業（社会福祉事業）を扱うようになったのは同志社大学が1931年に文学部内に設置させた社会事業学科である。これに続く形で関西学院大学が1952年に文学部内に社会事業学科を設立した。この2校の社会事業学科設立の源流は賀川豊彦の影響によって中島重が1925年より主導した学生キリスト教運動および社会的基督教運動にある。また当時それらの恩恵の元に設立運営がなされていた灘生活協同組合が大きな影響を与えており、その中で社会福祉事業の学問的力動論（体系化）を提唱した嶋田啓一郎や、米国のケースワーク理論を日本に持ち帰りローカライズ体系化を行った竹内愛二などが賀川・中島の指導の元で大きな働きを見せた。のち竹内と嶋田は1960年に日本キリスト教社会福祉学会を設立している。
その後1957年に日本初の福祉専門の単科大学として日本福祉大学が設立された。のち1960年代より高まった障害者の社会運動や1970年代より始まった社会高齢化の高まりによって注目されることになる。1980年代頃に名称が先行し、その発展と共に中身が充実・発展してきた。
以降、社会福祉学は各地の私立大学による社会福祉学部の新設の下、私学主導という形で発展していく。その成果を基に、一般に広く開かれた学会として1954年に日本社会福祉学会が設立され、これが2010年に一般社団法人化し、日本の社会福祉学の要のひとつとして機能している。また一方で介護を主眼に置いた日本介護福祉学会が1993年に設立されている。

## 著名な研究者
- 竹内愛二
- 中園康夫
- 一番ヶ瀬康子